# Mike McIntyre
Mike McIntyre (ur. 6 sierpnia 1956 w Lumberton, Karolina Północna) – amerykański polityk, członek Partii Demokratycznej. W latach 1997–2015 był przedstawicielem siódmego okręgu wyborczego w stanie Karolina Północna do Izby Reprezentantów Stanów Zjednoczonych.